# Bandol
Bandol är en kommun i departementet Var i regionen Provence-Alpes-Côte d'Azur i sydöstra Frankrike. År 2022 hade Bandol 8 263 invånare.
Bandol är en även en vinappellation i Provence, mellan Toulon och Marseille.

## Geografi
Bandol ligger vid Medelhavskusten i departementet Var. Bandol ligger 45 km öster om Marseille och 15 km väster om Toulon. Bandol är den största marinan mellan Marseille och Hyères och marinan är den nionde största i Frankrike.

## Historia
Bandol är känt sedan romartiden, men utplånades i samband med barbarinvasionerna, då befolkningen flydde till byar inåt landet, såsom La Cadière. Ett fort konstruerades här mot slutet av hugenottkrigen på 1500-talet. Detta skänktes av Henrik IV år 1596 som förläning till en militär, Anoine Boyer. Boyer adlades och hans ättlingar skapade 1715 en by på platsen tillsammans med sju pionjärfamiljer. Tack vare det berömda bandolvinet (välkänt redan vid Ludvig XV:s hov) utvecklades byn Bandol och hade år 1789 uppnått 1.200 invånare.
Sedan 1923 klassas Bandol som ”station balnéaire” (”havsbad”). Staden firar varje år sin befrielse från den nazityska ockupationen den 21 augusti 1944.
Förre franske presidenten Valéry Giscard d'Estaing vistades mycket här eftersom hans familj äger ett hus i närheten av byn. Thomas Mann, Aldous Huxley, bröderna Lumière, Marcel Pagnol, Mistinguett, Marlon Brando och Fernandel är några av de kända personer som brukat semestra i Bandol
Stadens vapen är sedan 1751 en guldstjärna på ett azurblått fält.

## Vinerna
Marinbiologer har upptäckt att vin skeppades ut från Bandols hamn redan på romartiden. Bandol var ett av de första områdena som fick appellationen AOC, detta skedde redan 1941. Röda viner från Bandol måste innehålla minst 50% av druvsorten Mourvèdre och druvan är typisk för byn. Röda viner från Bandol skall ligga minst 18 månader på ekfat och de bästa vinerna bör lagras i minst tio år. Även en hel del rosévin framställs.
Bland de mest kända egendomarna kan nämnas La Bastide Blanche, Domaine de Pibarnon, Château Pradeaux och Domaine Tempier

## Befolkningsutveckling
Antalet invånare i kommunen Bandol.
| Referens: INSEE |